# Dietrich von Amsberg
Dietrich von Amsberg (* 12. August 1937 in Mölln (Mecklenburg); † 16. Februar 2021 in Berlin) war ein deutscher Kirchenmusiker und Organist.

## Biografie
Dietrich von Amsberg studierte Musik an der Staatlichen Hochschule für Musik in Berlin bei Hans Heintze und Michael Schneider. Anschließend war er als Kirchenmusiker, Organist und Kantor in Berlin-Neukölln und später an der Paulus-Kirche (Berlin-Zehlendorf) tätig. 1977 wurde er als Kirchenmusikdirektor und Nachfolger von Volker Gwinner an die St. Johanniskirche Lüneburg berufen, wo er bis 2002 tätig war. In jener Zeit war er Organist an der weltberühmten Orgel von St. Johannis in  Lüneburg. Im Mittelpunkt seiner Arbeit stand die Leitung der St.-Johannis-Kantorei mit großen Konzertaufführungen der Werke von Bach, Mozart, Mendelssohn-Bartholdy, Verdi, Brahms, Bruckner und anderen Barock- und Romantikkomponisten, die in ganz Norddeutschland Beachtung fanden. Er initiierte die Gründung der Bach-Böhm-Gesellschaft e. V. zur Förderung der Kirchenmusik in Lüneburg. Im Ruhestand führte er seine künstlerische Arbeit am Berliner Dom und der Auenkirche (Wilmersdorf) fort. Konzertreisen sowie Funk und Fernsehaufnahmen führten ihn durch Deutschland und ins europäische Ausland.
Dietrich von Amsberg stammte aus der Familie Amsberg. Er war mit Sophie-Charlotte Gräfin von Bernstorff (* 1940) verheiratet und hat vier Kinder, unter ihnen Joachim von Amsberg.

## Diskografie
- Orgelkonzert in St. Johannis Lüneburg. Axel-Gerhard-Kühl-Verlag, Ludwigsburg 1993.
- Trompete und Orgel, Konradin Groth und Dietrich von Amsberg. Axel-Gerhard-Kühl-Verlag, Ludwigsburg 1993.[5]